# Shaama Sandooyea
Shaama Sandooyea (7 de enero de 1997) es una jugadora de bádminton, activista por el clima y una bióloga marina mauriciana.

## Trayectoria
Sandooyea nació en Mauricio el 7 de enero de 1997. Estudió ciencias marinas en la Universidad de Mauricio.
Participó como jugadora de bádminton en los Juegos Africanos de la Juventud de 2014 en Gaborone. En 2020 participó en los Campeonatos de África de El Cairo.
En 2019, fue una de las fundadoras del movimiento internacional de acción por el clima Fridays for Future en Mauricio. En 2020, formó parte de las operaciones para contener los efectos del derrame de petróleo después del desastre del Wakashio. En marzo de 2021, durante una misión de investigación con Greenpeace, participó en la primera manifestación submarina de la huelga mundial por el clima: se sumergió, junto con otros militantes de Fridays for Future, entre Seychelles y la isla de Mauricio, sobre el banco de Saya de Malha.

## Palmarés
En los Juegos Africanos de la Juventud de 2014 donde logró la medalla de plata en dobles, la medalla de bronce en individual femenino y la medalla de bronce por equipos. En 2020 recibió el bronce por equipos en los Campeonatos de África.

### Juegos africanos de la juventud
Simple femenino
| Año  | Lugar                                   | Adversario          | Puntaje      | Resultado |
| ---- | --------------------------------------- | ------------------- | ------------ | --------- |
| 2014 | Otse Police College, Gaborone, Botsuana | Janke van der Vyver | 21-23, 16-21 | Bronce    |

Doble femenino
| Año  | Lugar                                   | Pareja        | Adversario                         | Puntaje      | Resultado |
| ---- | --------------------------------------- | ------------- | ---------------------------------- | ------------ | --------- |
| 2014 | Otse Police College, Gaborone, Botsuana | Aurélie Allet | Dorcas Ajoke Adesokan Deborah Ukeh | 15–21, 15–21 | Plata     |

### BWF Internacional Challenge/Series
Dobles femenino
| Año  | Torneo                  | Pareja          | Adversario                     | Puntaje      | Resultado |
| ---- | ----------------------- | --------------- | ------------------------------ | ------------ | --------- |
| 2012 | Mauritius Internacional | Shama Aboobakar | Allisen Camille Cynthia Course | 16–21, 14–21 | Finalista |